# Nervio genitocrural
En anatomía humana, el nervio genitocrural, también llamado genitofemoral o  nervus genitofemoralis, es un nervio únicamente sensitivo (Latarjet/Pro) , que inerva la región genital y la porción interna y superior del muslo. Surge del plexo lumbar a partir de las raíces nerviosas L1 y L2. Se divide en dos ramas, la rama genital y la rama femoral.

## Ramos
- el ramo genital pasa a través del canal inguinal y se dirige a la zona genital. Esta rama posee fibras sensitivas que captan la sensibilidad de la piel de la región del escroto en los varones y de la zona de los labios mayores en las mujeres. Es inervado por los ramos genitales del nervio genitofemoral.

- el ramo femoral por su parte capta la sensibilidad de la zona superior e interna del muslo.

## Lesiones
El nervio genitocrural puede lesionarse por compresión, por ejemplo por un absceso. Sin embargo la causa más frecuente de lesión son las operaciones en la zona inguinal que si afectan al nervio ocasionan pérdida de sensibilidad en la región genital. A veces ocurren neuralgias que provocan dolor persistente y son difíciles de tratar.